# Gymnopilus levis
Gymnopilus levis là một loài nấm thuộc họ Cortinariaceae.